# 다케모토 유히
다케모토 유히(일본어: 竹本 雄飛, 1997년 8월 19일~)는 일본의 축구 선수이다.

## 구단 경력
그는 2020년 J3리그의 로아소 구마모토에 입단했다. 2021년 J3리그 우승으로 J2리그로 승격했다.